# Euphausiacea
Con il termine krill (termine di origine norvegese) si indicano diverse specie di organismi marini invertebrati appartenenti all'ordine Euphausiacea.
Questi piccoli crostacei, che vivono in tutti gli oceani del mondo, con particolare concentrazione nelle acque fredde e polari, sono importanti organismi che compongono lo zooplancton, alimento primario di: balene, mante, squali balena, pesce azzurro e uccelli acquatici. La pesca commerciale del krill è praticata nelle acque meridionali delle coste giapponesi. La produzione globale ammonta a 150-200.000 t annue.
La maggior parte del krill viene usato come cibo per acquacoltura e allevamento in acquario, come esche per la pesca sportiva e per l'industria farmaceutica. In Giappone e nella Russia orientale viene consumato come cibo umano ed in Giappone è conosciuto come okiami (オキアミ?).

## Biologia
Il krill appartiene ai crostacei, pertanto possiede un esoscheletro chitinoso, diviso in tre segmenti, il cephalon (testa), il torace e l'addome. Il primo e il secondo segmento sono fusi assieme in un unico segmento, chiamato cefalotorace, che nelle maggior parte delle specie di krill è trasparente e lascia vedere gli organi interni.
Gli occhi sono compositi; inoltre alcune specie possono adattarsi a differenti condizioni di luce attraverso l'uso di pigmenti protettivi. Tutti i generi possiedono due antenne e alcune paia di arti toracici chiamati toracopodi, il cui numero varia a seconda delle specie. Queste includono delle pinne filtranti che permettono il raccoglimento del cibo. Alcune specie inoltre possiedono 5 arti a forma di pinna (pleopodi o piedi addominali) lungo l'addome.
Le dimensioni variano in media tra 1–2 cm, ma alcune specie raggiungono i 6–15 cm di lunghezza (Thysanopoda spinicauda).
Il krill è distinguibile dagli altri crostacei per le sue branchie esterne facilmente visibili.

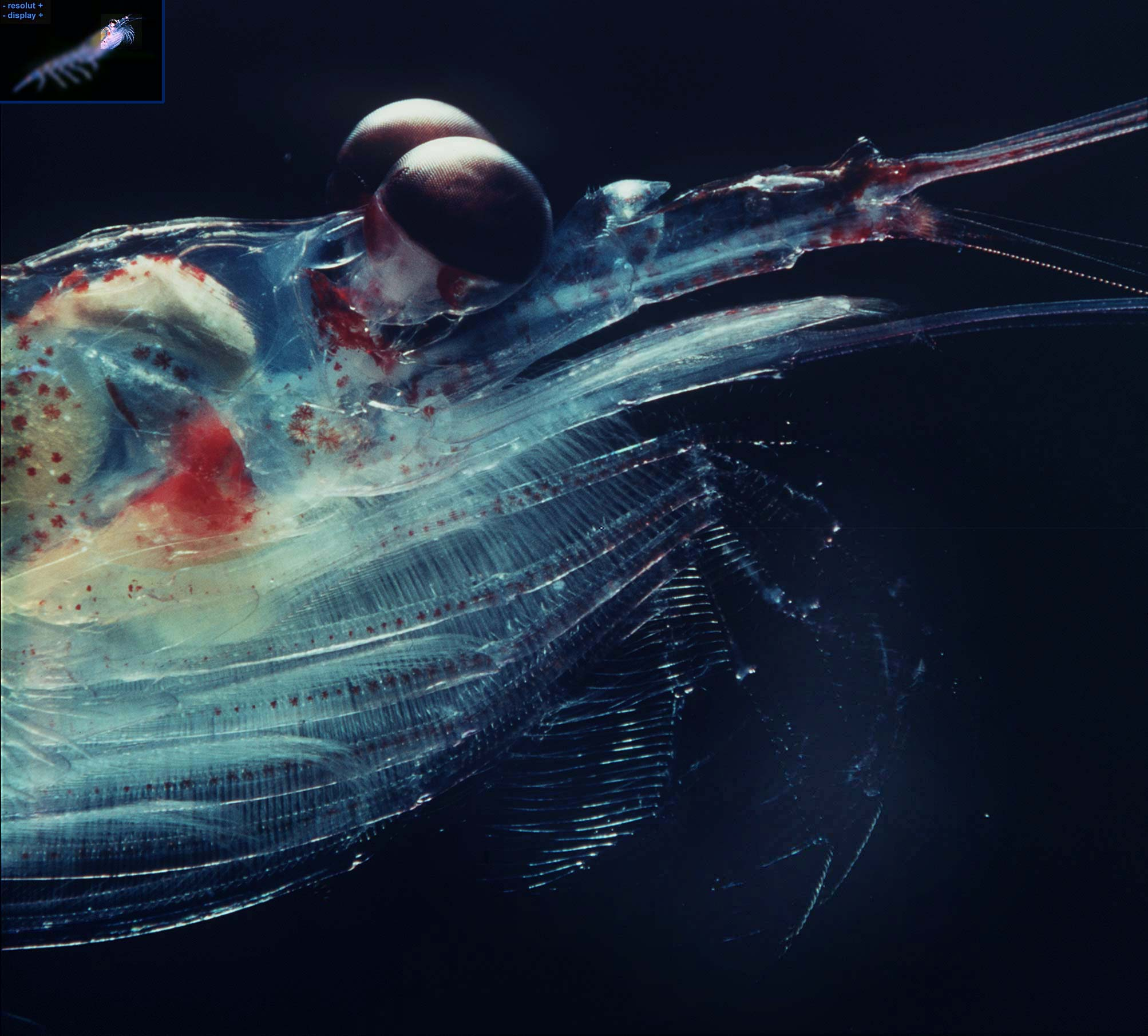
Particolare: della testa, con le antenne, gli occhi, i centri nervosi e i toracopodi filtranti
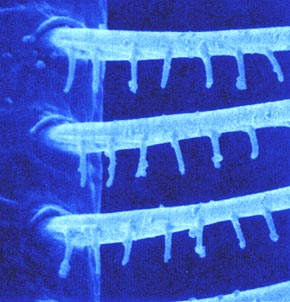
Visione al microscopio elettronico dei toracopodi filtranti
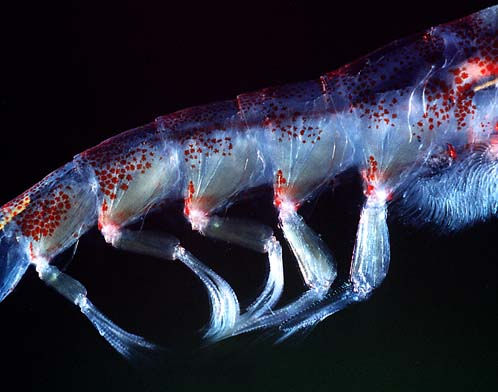
Pleopedi
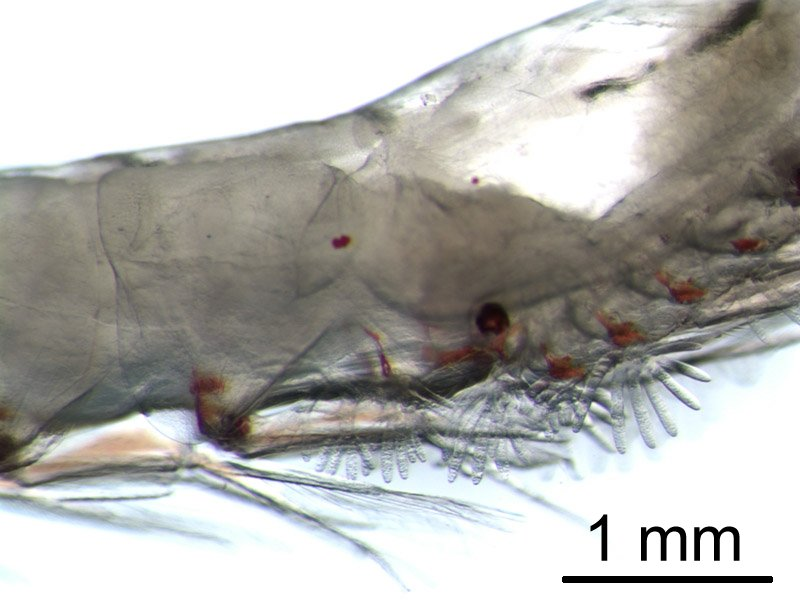
Branchie

## Ciclo vitale
La femmina trasporta le sue uova sotto al cefalotorace in sacche membranose. Rilascia in acqua le uova, il quale numero varia da poche decine ad alcune centinaia a seconda della specie.
La larva che esce dalle uova non è segmentata, anche se abbastanza avanzato nello sviluppo (tant'è che viene chiamato pseudometanauplio) e passa attraverso una serie di mute durante la crescita; man mano che si sviluppa, si aggiungono nuovi segmenti fra le mandibole e la regione terminale del corpo, il telson. Dopo due stadi di nauplio, che seguono la schiusa dell'uovo, la larva giunge allo stadio di metanauplio; l'addome infatti continua a segmentarsi, passando in tre fasi di calyptopis e poi in stadi di furcilia, durante i quali si sviluppano gli occhi peduncolati ed i pleiopodi in individui che già somigliano all'adulto. Lo stadio adulto viene raggiunto dopo almeno sei stadi di furcilia, come nel krill antartico (Euphausia superba).

## Tassonomia

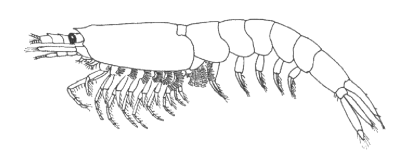
Bentheuphausia amblyops

L'ordine Euphausiacea, stabilito da James Dwight Dana nel 1852, è diviso in due famiglie. La famiglia Bentheuphausiidae comprende solo una specie, Bentheuphausia amblyops, un crostaceo batipelagico che vive al di sotto dei 1.000 m di profondità. È considerata la specie vivente più antica dei krill.
L'altra famiglia, quella degli Euphausiidae comprende 10 generi per un totale di 85 specie (solo il genere Euphausia raggruppa 31 specie).
Le specie più conosciute, poiché soggette alla pesca commerciale, sono il krill antartico (Euphausia superba), il krill pacifico (Euphausia pacifica), il krill di cristallo (Euphausia crystallorophias) e il krill del Nord (Meganyctiphanes norvegica).

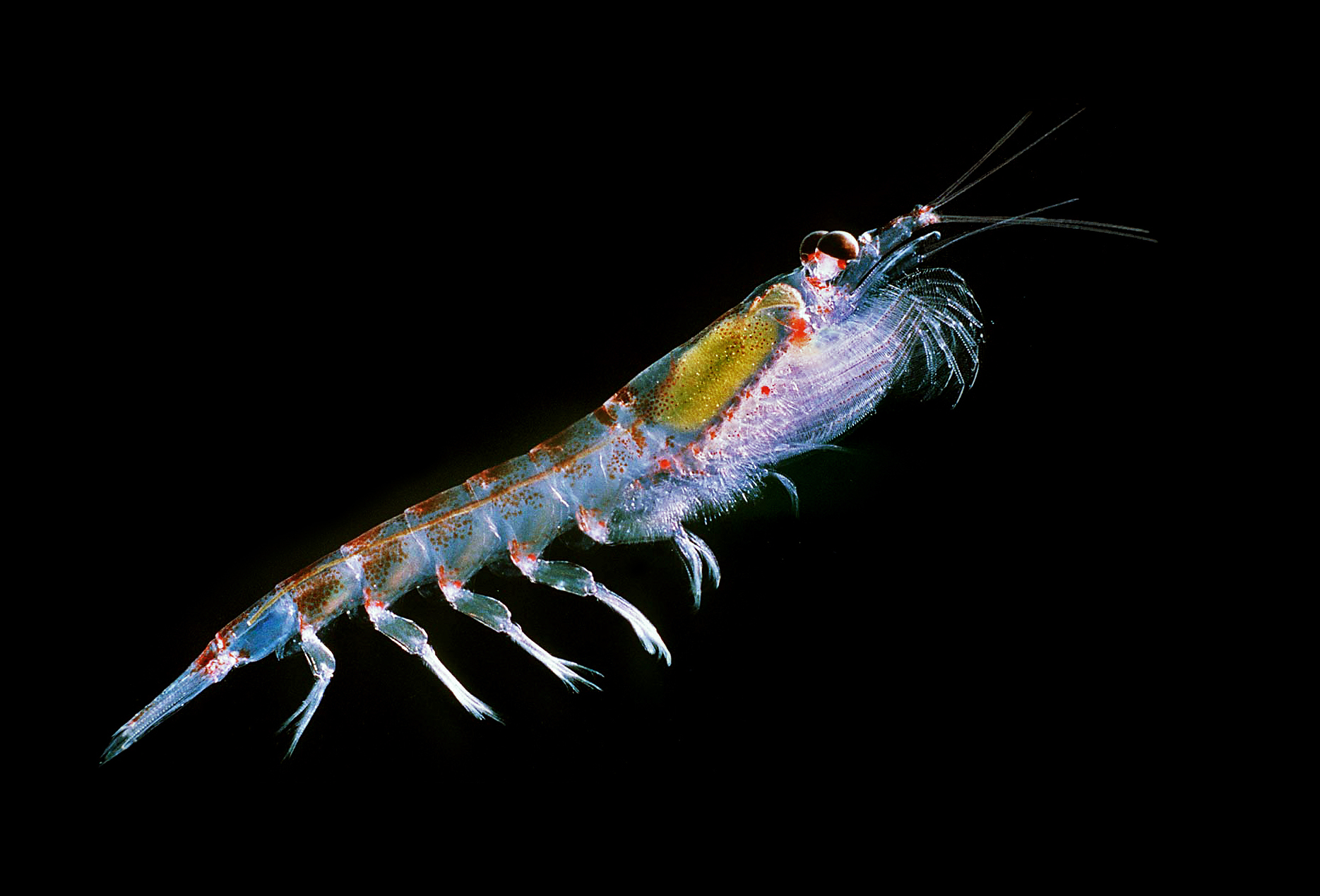
Euphausia superba

- EuphausiidaeEuphausia superba
  - Euphausia
  - Meganyctiphanes
  - Nematobrachion
  - Nematoscelis
  - Nyctiphanes
  - Pseudeuphausia
  - Stylocheiron
  - Tessarabrachion
  - Thysanoessa
  - Thysanopoda
- Bentheuphausiidae Bentheuphausia amblyops
  - Bentheuphausia amblyops